# Ana Mulvoy Ten
Ana Maria Mulvoy-Ten, coneguda simplement com a Ana Mulvoy Ten (Londres, Anglaterra, 8 de maig de 1992) és una actriu espanyola/anglesa. És coneguda pel seu paper d'Amber Millington a la sèrie de Nickelodeon, House of Anubis.

## Carrera
El 2007 va començar a actuar a Gaiters Corner School, una escola privada de nenes prop de Great Missenden. Va actuar de Rosi en el programa curt de Disney Channel Espanya, Coses de la Vida. Mulvoy també va fer una aparició especial a Mites de la BBC i va tenir un paper sense acreditar en la pel·lícula de televisió d'HBO My House in Umbria, protagonitzada per Maggie Smith i Chris Cooper.

## Filmografia
- 2003: My House in Umbria
- 2011: Red Faction: Origins
- 2012: First Time Loser
- 2014: The Girl in the Book
- 2014: Outlaw